# Goa
Goa je najmanjša indijska zvezna država po velikosti in čerta najmanjša po številu prebivalcev. Nahaja se na zahodu Indije ob obali Arabskega morja. 
Glavno mesto zvezne države je Panadži. Goa je bila portugalska kolonija več kot 450 let, od zgodnjega 16. stoletja do leta 1961.